# Júsuke Kanamaru
Júsuke Kanamaru (japonsky 金丸 雄介), (* 14. září 1979 v Curugi, Japonsko) je bývalý japonský zápasník – judista.

## Sportovní kariéra
Judu se věnoval od 5 let. Vrcholově se připravoval jako student univerzity v Cukubě. V roce 2001 nahradil v lehké váze Kenzó Nakamuru, ale pozici reprezentační jedničky do olympijských her v Athénách v roce 2004 neudržel. Ustoupit musel mladému Masahiro Takamacuovi. V roce 2007 se na své dřívější pozice vrátil a v roce 2008 vybojoval nominaci na olympijské hry v Pekingu. Po nevýrazném výkonu obsadil konečné 7. místo a následně ukončil sportovní kariéru. Věnuje se trenérské práci.

### Vítězství
- 2001 – 1x světový pohár (Budapešť)
- 2003 – 2x světový pohár (Kano Cup, Hamburk)
- 2007 – 1x světový pohár (Paříž)

## Výsledky
| Turnaj            | 2001       | 2002       | 2003       | 2004       | 2005       | 2006       | 2007       | 2008       |
| Turnaj            | 22         | 23         | 24         | 25         | 26         | 27         | 28         | 29         |
| Turnaj            | lehká váha | lehká váha | lehká váha | lehká váha | lehká váha | lehká váha | lehká váha | lehká váha |
| ----------------- | ---------- | ---------- | ---------- | ---------- | ---------- | ---------- | ---------- | ---------- |
| Olympijské hry    |            |            |            | —          |            |            |            | 7.         |
| Mistrovství světa | 2.         |            | 7.         |            | —          |            | 3.         |            |
| Asijské hry       |            | 2.         |            |            |            | —          |            |            |
| Mistrovství Asie  | —          |            | 2.         | —          | 3.         |            | —          | —          |